# (3899) Wichterle
(3899) Wichterle est un astéroïde de la ceinture principale.
Il est nommé en hommage au chimiste Otto Wichterle.

## Description
(3899) Wichterle est un astéroïde de la ceinture principale. Il fut découvert le 17 septembre 1982 à l'Observatoire Kleť par Marie Mahrová. Il présente une orbite caractérisée par un demi-grand axe de 3,19 UA, une excentricité de 0,18 et une inclinaison de 2,8° par rapport à l'écliptique.